# Barrio Nuevo, Tapachula
Barrio Nuevo är en ort i Mexiko.   Den ligger i kommunen Tapachula och delstaten Chiapas, i den sydöstra delen av landet, 900 km sydost om huvudstaden Mexico City. Barrio Nuevo ligger 2 384 meter över havet och antalet invånare är 183.
Terrängen runt Barrio Nuevo är bergig åt sydost, men åt nordväst är den kuperad. Runt Barrio Nuevo är det ganska tätbefolkat, med 172 invånare per kvadratkilometer. Närmaste större samhälle är Motozintla de Mendoza, 18,6 km norr om Barrio Nuevo. I omgivningarna runt Barrio Nuevo växer i huvudsak städsegrön lövskog.